# Pericardi
El pericardi, contingut en el mediastí mitjà, és una membrana fibroserosa de dos capes que envolta i separa el cor de les estructures veïnes. Forma una espècie de bossa o sac que cobreix completament el cor i es prolonga fins a les arrels dels grans vasos. Té dues parts, el pericardi serós i pericardi fibrós.
En conjunt recobreix a tot el cor per evitar que es lesioni.
S'uneix al diafragma pel lligament pericardiofrènic. Té una forma de con invertit (amb la basa a sota). La seva cara externa, tant per davant com pels costats posseeix formacions adiposes. La seva cara interna és la fulla parietal del pericardi serós.
S'estén des de l'arrel dels grans vasos fins al diafragma. Des d'una cavitat pleural fins a una altra cavitat pleural. Des de l'estèrnum fins a l'esòfag.